# Feux de la rampe

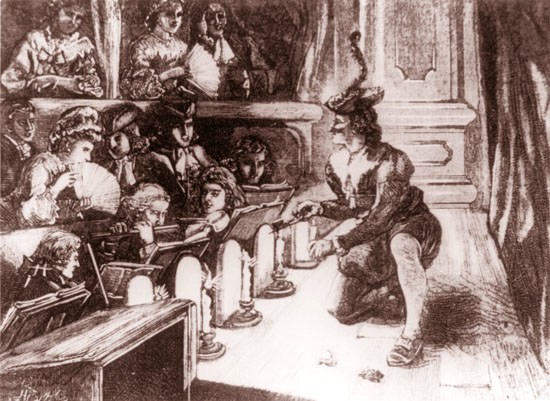
Le moucheur de chandelles, gravure de la fin du XVIIIe siècle.

Les feux de la rampe sont les appareils (bougeoirs, lampes, projecteurs, etc.) qui éclairent la scène d'un théâtre de bas en haut, à partir de la rampe.
Ce terme technique du théâtre est souvent employé au sens figuré : « être sous les feux de la rampe », signifie être au premier plan, être connu du grand public pendant un temps.